# Aventura (Floride)
Pour les articles homonymes, voir Aventura (homonymie).
Aventura est une ville des États-Unis située en Floride dans le comté de Miami-Dade en banlieue nord de Miami. La ville d'Aventura s'est incorporée en 1995. Selon le Bureau du recensement des États-Unis, Aventura avait une population de 30 027 habitants en 2006.

## Géographie
La ville d'Aventura est située dans l'agglomération de Miami. La superficie totale de la municipalité est estimée à 9,1 km2.

## Démographie
Dans cette ville se trouvent des minorités originaires du Brésil, de Colombie, de Cuba et du Venezuela principalement. Il existe également des communautés originaires d'Israël, de Roumanie et de Russie qui y sont présentes. Une grande partie de la population de la ville est de confession juive. Il existe principalement des juifs hispaniques (venus d'Argentine, de Cuba, du Venezuela, de Colombie et du Brésil). Il y a d'autres communautés juives avec des origines françaises, portugaises ou encore séfarades. La ville a accueilli également des juifs venus d'Israël. En ce qui concerne les langues, en 2000, la langue principale parlée à la maison est l'anglais. Qui est suivie par l'espagnol. Par après se trouve l'hébreu qui est dû à sa grande population israélienne, après il y a le yiddish qui est également dû à la population juive d'Aventura. Après ça c'est le portugais, le français, le russe, l'allemand et le roumain.
| 1980  | 1990   | 2000   | 2010   | - | - |
| ----- | ------ | ------ | ------ | - | - |
| 9 698 | 14 914 | 25 267 | 35 762 | - | - |